# Bryum sclerodictyon
Bryum sclerodictyon là một loài rêu trong họ Bryaceae. Loài này được Dixon mô tả khoa học đầu tiên năm 1943.